# Enicospilus albigena
Enicospilus albigena là một loài tò vò trong họ Ichneumonidae.